# Паррано (сыр)
Паррано (нидерл. Parrano) — сорт голландского полутвёрдого сыра. Паррано изготавливается из коровьего пастеризованного молока. Сам сыр золотистого цвета, он очень податливый, так что его очень легко перерабатывать, разрезать на ломтики и плавить. Паррано имеет очень мягкий и нежный сладковатый вкус с привкусом грецкого ореха. Его аромат хорошо дополняет различные виды кухни, особенно блюда итальянской кухни. Утверждается, что его вкус напоминает определённые итальянские сыры. 